# Gran Premi de Bahrain del 2012
El Gran Premi de Bahrain de Fórmula 1 de la temporada 2012 s'ha disputat al circuit de Sakhir, del 20 al 22 d'abril del 2012.

## Resultats de la qualificació
| Pos                  | No | Pilot              | Constructor           | Part 1   | Part 2      | Part 3      | Sortida |
| -------------------- | -- | ------------------ | --------------------- | -------- | ----------- | ----------- | ------- |
| 1                    | 1  | Sebastian Vettel   | Red Bull-Renault      | 1:34.308 | 1:33.527    | 1:32.422    | 1       |
| 2                    | 4  | Lewis Hamilton     | McLaren-Mercedes      | 1:34.813 | 1:33.209    | 1:32.520    | 2       |
| 3                    | 2  | Mark Webber        | Red Bull-Renault      | 1:34.015 | 1:33.311    | 1:32.637    | 3       |
| 4                    | 3  | Jenson Button      | McLaren-Mercedes      | 1:34.792 | 1:33.416    | 1:32.711    | 4       |
| 5                    | 8  | Nico Rosberg       | Mercedes GP           | 1:34.588 | 1:33.219    | 1:32.821    | 5       |
| 6                    | 16 | Daniel Ricciardo   | Toro Rosso-Ferrari    | 1:33.988 | 1:33.556    | 1:32.912    | 6       |
| 7                    | 10 | Romain Grosjean    | Lotus F1 Team-Renault | 1:34.041 | 1:33.246    | 1:33.008    | 7       |
| 8                    | 15 | Sergio Pérez       | Sauber-Ferrari        | 1:33.814 | 1:33.660    | 1:33.394    | 8       |
| 9                    | 5  | Fernando Alonso    | Ferrari               | 1:34.760 | 1:33.403    | Sense temps | 9       |
| 10                   | 11 | Paul di Resta      | Force India-Mercedes  | 1:34.624 | 1:33.510    | Sense temps | 10      |
| 11                   | 9  | Kimi Räikkönen     | Lotus F1 Team-Renault | 1:34.552 | 1:33.789    |             | 11      |
| 12                   | 14 | Kamui Kobayashi    | Sauber-Ferrari        | 1:34.131 | 1:33.806    |             | 12      |
| 13                   | 12 | Nico Hülkenberg    | Force India-Mercedes  | 1:34.601 | 1:33.807    |             | 13      |
| 14                   | 6  | Felipe Massa       | Ferrari               | 1:34.372 | 1:33.912    |             | 14      |
| 15                   | 19 | Bruno Senna        | Williams-Renault      | 1:34.466 | 1:34.017    |             | 15      |
| 16                   | 20 | Heikki Kovalainen  | Caterham-Renault      | 1:34.852 | 1:36.132    |             | 16      |
| 17                   | 18 | Pastor Maldonado   | Williams-Renault      | 1:34.639 | Sense temps |             | 211     |
| 18                   | 7  | Michael Schumacher | Mercedes GP           | 1:34.865 |             |             | 222     |
| 19                   | 17 | Jean-Éric Vergne   | Toro Rosso-Ferrari    | 1:35.014 |             |             | 17      |
| 20                   | 21 | Vitali Petrov      | Caterham-Renault      | 1:35.823 |             |             | 18      |
| 21                   | 25 | Charles Pic        | Marussia-Cosworth     | 1:37.683 |             |             | 19      |
| 22                   | 22 | Pedro de la Rosa   | HRT-Cosworth          | 1:37.883 |             |             | 20      |
| 23                   | 24 | Timo Glock         | Marussia-Cosworth     | 1:37.905 |             |             | 23      |
| 24                   | 23 | Narain Karthikeyan | HRT-Cosworth          | 1:38.314 |             |             | 24      |
| 107% temps: 1:40.380 |    |                    |                       |          |             |             |         |
| Font:                |    |                    |                       |          |             |             |         |

Notes
^1  — Pastor Maldonado ha estat penalitzat amb 5 posicions per haver canviat la caixa de canvi.
^2  — Michael Schumacher ha estat penalitzat amb 5 posicions per haver canviat la caixa de canvi. La penalització ha fet pujar Pastor Maldonado un lloc a la graella.

## Resultats de la Cursa
| Pos | No | Pilot              | Constructor           | Voltes | Temps / Retirada    | Pos.Sortida | Punts |
| --- | -- | ------------------ | --------------------- | ------ | ------------------- | ----------- | ----- |
| 1   | 1  | Sebastian Vettel   | Red Bull-Renault      | 57     | 1h 35' 10. 990      | 1           | 25    |
| 2   | 9  | Kimi Räikkönen     | Lotus F1 Team-Renault | 57     | + 3.333 s           | 11          | 18    |
| 3   | 10 | Romain Grosjean    | Lotus F1 Team-Renault | 57     | + 10.194 s          | 7           | 15    |
| 4   | 2  | Mark Webber        | Red Bull-Renault      | 57     | + 38.788 s          | 3           | 12    |
| 5   | 8  | Nico Rosberg       | Mercedes GP           | 57     | + 55.460 s          | 5           | 10    |
| 6   | 11 | Paul di Resta      | Force India-Mercedes  | 57     | + 57.543 s          | 10          | 8     |
| 7   | 5  | Fernando Alonso    | Ferrari               | 57     | + 57.803 s          | 9           | 6     |
| 8   | 4  | Lewis Hamilton     | McLaren-Mercedes      | 57     | + 58.984 s          | 2           | 4     |
| 9   | 6  | Felipe Massa       | Ferrari               | 57     | + 1' 04.999 min.    | 14          | 2     |
| 10  | 7  | Michael Schumacher | Mercedes GP           | 57     | + 1' 11.490 min.    | 22          | 1     |
| 11  | 15 | Sergio Pérez       | Sauber-Ferrari        | 57     | + 1' 12.702 min.    | 8           |       |
| 12  | 12 | Nico Hülkenberg    | Force India-Mercedes  | 57     | + 1' 16.539 min.    | 13          |       |
| 13  | 14 | Kamui Kobayashi    | Sauber-Ferrari        | 57     | + 1' 30.334 min.    | 12          |       |
| 14  | 17 | Jean-Éric Vergne   | Toro Rosso-Ferrari    | 57     | + 1' 33.723 min.    | 17          |       |
| 15  | 16 | Daniel Ricciardo   | Toro Rosso-Ferrari    | 56     | + 1 Volta           | 6           |       |
| 16  | 21 | Vitali Petrov      | Caterham-Renault      | 56     | + 1 Volta           | 18          |       |
| 17  | 20 | Heikki Kovalainen  | Caterham-Renault      | 56     | + 1 Volta           | 16          |       |
| 18  | 3  | Jenson Button      | McLaren-Mercedes      | 55     | Exhaust/diferencial | 4           |       |
| 19  | 24 | Timo Glock         | Marussia-Cosworth     | 55     | + 2 Voltes          | 23          |       |
| 20  | 22 | Pedro de la Rosa   | HRT-Cosworth          | 55     | + 2 Voltes          | 20          |       |
| 21  | 23 | Narain Karthikeyan | HRT-Cosworth          | 55     | + 2 Voltes          | 24          |       |
| 22  | 19 | Bruno Senna        | Williams-Renault      | 54     | Vibracions          | 15          |       |
| Ret | 18 | Pastor Maldonado   | Williams-Renault      | 25     | Punxada             | 21          |       |
| Ret | 25 | Charles Pic        | Marussia-Cosworth     | 24     | Motor               | 19          |       |
|     |    |                    |                       |        |                     |             |       |

- Nota: Button i Senna no van acabar la cursa, però es van classificar al haver disputat més del 90% de la distància total de la cursa.

## Classificació del mundial després de la cursa
| Pos | Pilot            | Punts |
| --- | ---------------- | ----- |
| 1   | Sebastian Vettel | 53    |
| 2   | Lewis Hamilton   | 49    |
| 3   | Mark Webber      | 48    |
| 4   | Jenson Button    | 43    |
| 5   | Fernando Alonso  | 43    |

| Pos | Constructor           | Punts |
| --- | --------------------- | ----- |
| 1   | Red Bull-Renault      | 101   |
| 2   | McLaren-Mercedes      | 92    |
| 3   | Lotus F1 Team-Renault | 57    |
| 4   | Ferrari               | 45    |
| 5   | Mercedes GP           | 37    |

- Nota: Només s'inclouen els 5 primers de cada classificació. Per veure-la completa aneu a Temporada 2012 de Fórmula 1

## Altres
- Pole: Sebastian Vettel 1' 32. 422

- Volta ràpida: Sebastian Vettel 1' 36. 379 (a la volta 41)